# 欹髻
欹髻（カタカシラ）是琉球成年男子的一種髮型。

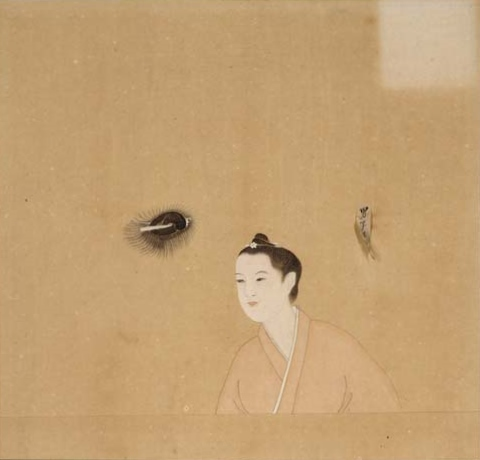
琉球國第二尚氏王朝後期的欹髻樣式

琉球士族男子在15歲的時候元服，將頭髮束起來插簪、戴冠。根據琉球位階，各種位階的士族所插簪的材質、所戴冠的顏色都不同。欹髻結的越小越為上品，為了使頭髮數量減少，將中部剃去。頭頂部約4釐米處將頭髮盤數圈結起來，稱為「元結」（ムーティー）。
琉球官方正史《球陽》記載，相傳舜天頭的右側長了一個瘤，為了隱藏這個瘤，便結髻在右邊以遮掩這個瘤。國人紛紛效仿，如結欹髻。15世紀中期，日本畫僧雪舟渡航到明朝，在其描繪各國人的《國國人物圖卷》中，可見琉球人頭頂部沒有結髮，而是將髮髻結在了頭的後部。
久米村人的髮型原先與琉球人不同，而與中國衣冠、髮型相同。自1650年起，改為琉球習俗，也開始穿琉裝、梳琉球式髮髻。自此時開始，欹髻的結髻才變成到頭頂的部位。
日本於1871年（明治四年）頒佈斷髮令。1879年，琉球被日本吞併，改為沖繩縣。不過與日本本土不同的是，沖繩縣推行舊慣溫存政策，對不斷髮的琉球人沒有加以處罰，直到1900年代仍然很常見。